# Рашик, Витезслав
Витезслав Рашик (чеш. Vítězslav Rašík; род. 7 ноября 1973) — чешский шахматист, гроссмейстер (2017).

## Карьера
Рашик стал в 1992 последним чемпионом Чехословакии. Спустя год ФИДЕ присвоила ему звание международный мастер и только в 2017 ему присвоили звание гроссмейстер.
Лучший рейтинг Эло — 2516 в сентябре 2012 года.
В сезоне 2016/17 играл за клуб Schachfreunde Schöneck во второй Бундеслиге: юг и за клуб ŠK Labortech Ostrava в клубном чемпионате Чехии по шахматам. В 2006/07 играл за шахматный клуб SK Passau. Выиграл Клубный чемпионат Чехии по шахматам в сезоне 2002/03 с клубом TJ TŽ Třinec.

## Таблица результатов
| Год       | Город     | Турнир                          | + | − | = | Результат | Место |
| --------- | --------- | ------------------------------- | - | - | - | --------- | ----- |
| 1992      | Прага     | Чемпионат Чехословакии          |   |   |   | 1 из      | 1     |
|           | Дебрецен  | 10-й командный чемпионат Европы | 1 | 3 | 1 | 1½ из 5   |       |
| 2002/2003 |           | Командный чемпионат Чехии       | 6 | 1 | 4 | 8 из 11   | [ 1 ] |
| 2011/2012 |           | Командный чемпионат Чехии       | 4 | 2 | 5 | 6½ из 11  | 3     |
| 2012      | Пардубице | «Czech Open 2012 A GM open»     | 5 | 0 | 4 | 7 из 9    | [ 3 ] |
| 2016/2017 |           | Командный чемпионат Чехии       | 4 | 0 | 6 | 7 из 10   | [ 4 ] |

## Изменения рейтинга
| Графики недоступны из-за технических проблем. См. информацию на Фабрикаторе и на mediawiki.org. |